# Rekordy klimatyczne
Rekordy klimatyczne – skrajne wartości (najwyższe lub najniższe) elementów meteorologicznych lub zjawisk pogodowych, które zostały wyznaczone na podstawie wieloletnich pomiarów meteorologicznych. Pod uwagę bierze się tylko wartości zmierzone lub zaobserwowane w określonym miejscu i czasie, czyli tam gdzie znajdują się punkty pomiarowe. Rekordy klimatyczne rozpatrywane są w różnych skalach przestrzennych.

## Rekordy temperatur
Rekordy temperatur przygruntowych
2003 r.: Queensland, Australia: 69,3 °C
2004 r.: Pustynia Lut, Iran: 68,0 °C
2005 r.: Pustynia Lut, Iran: 70,7 °C
2006 r.: Pustynia Lut, Iran: 68,5 °C
2007 r.: Pustynia Lut, Iran: 69,0 °C
2008 r.: Kotlina Turfańska, Chiny: 66,8 °C
2009 r.: Pustynia Lut, Iran: 68,6 °C
|                | Wartość | Miejsce                  | Kraj/Terytorium   | Data       |
| -------------- | ------- | ------------------------ | ----------------- | ---------- |
| Ameryka Pn.    | 56,7 °C | Dolina Śmierci           | Stany Zjednoczone | 10.07.1913 |
| Afryka         | 55,0 °C | Kibili                   | Tunezja           | 7.07.1931  |
| Azja           | 54 °C   | Tirat Cewi               | Mandat Palestyny  | 21.06.1942 |
| Australia      | 50,7 °C | Oodnadatta               | Australia         | 1.01.1960  |
| Ameryka Pd.    | 48,9 °C | Rivadavia                | Argentyna         | 11.12.1905 |
| Europa         | 48,8 C  | Syrakuzy                 | Włochy            | 11.08.2021 |
| Oceania        | 42,2 °C | Tuguegarao               | Filipiny          | 29.04.1912 |
| Antarktyda     | 18,3 °C | stacja polarna Esperanza | Antarktyka        | 6.02.2020  |
| średnia roczna | 34,4 °C | Dallol                   | Etiopia           | 1960–1966  |

Do 2012 roku za rekord temperatury powietrza uznawano pomiar z 13 września 1922 roku. W Al-Azizijja w Libii odnotowano wtedy temperaturę 57,8 °C; przez 90 lat była ona uznawana za najwyższą odnotowaną temperaturę powietrza w historii; ponowne analizy tych pomiarów wykazały, że badacz popełnił błąd, odnotowując temperaturę wyższą o około 7 stopni od rzeczywistej.
|                | Wartość  | Miejsce        | Kraj/Terytorium | Data                                                                                             |
| -------------- | -------- | -------------- | --------------- | ------------------------------------------------------------------------------------------------ |
| Antarktyda     | −89,2 °C | Stacja Wostok  | Antarktyka      | 21.07.1983                                                                                       |
| Azja           | −72,2 °C | Tomtor         | Rosja           | 14.01.2004                                                                                       |
| Ameryka Pn.    | −69,6 °C | Klinck         | Grenlandia      | 22.12.1991 (rekord półkuli północnej i zachodniej według Światowej Organizacji Meteorologicznej) |
| Ameryka Pn.    | −66,1 °C | North Ice      | Grenlandia      | 9.01.1954                                                                                        |
| Ameryka Pn.    | −63,0 °C | Snag           | Kanada          | 3.02.1947                                                                                        |
| Europa         | −58,1 °C | Ust´-Szczugier | ZSRR            | 31.12.1978                                                                                       |
| Ameryka Pd.    | −32,8 °C | Sarmiento      | Argentyna       | 1.06.1907                                                                                        |
| Afryka         | −23,9 °C | Ifran          | Maroko          | 11.02.1935                                                                                       |
| Australia      | −23,0 °C | Charlotte Pass | Australia       | 29.06.1994                                                                                       |
| Oceania        | −10,0 °C | Haleakalā      | Hawaje          | 2.01.1961                                                                                        |
| średnia roczna | −57,2 °C | Stacja Wostok  | Antarktyka      | 1958–1968                                                                                        |

Najniższa odnotowana temperatura powierzchni śniegu −98,6 °C została zmierzona 22 lipca 2004 roku w najwyższych partiach lądolodu antarktycznego; ocenia się, że temperatura powietrza na wysokości 2 m była w takich warunkach równa −94 ± 4 °C. Pomiar ten został wykonany zdalnie przez satelitę Landsat i z tego względu nie jest uznawany za rekord przez Światową Organizację Meteorologiczną.
| Parametr                               | Wartość                         | Miejsce    | Kraj/Terytorium              | Data          |
| -------------------------------------- | ------------------------------- | ---------- | ---------------------------- | ------------- |
| Największa amplituda wieloletnia       | 104 °C (od −71 °C do 33 °C)     | Ojmiakon   | Rosja                        | wielolecie    |
| Najmniejsza amplituda wieloletnia      | 11,8 °C (od 19,6 °C do 31,4 °C) | Saipan     | Mandat Południowego Pacyfiku | 1927–1935     |
| Najszybszy wzrost (w ciągu 2 minut)    | od −20 °C do 7 °C               | Spearfish  | Stany Zjednoczone            | 22.01.1943    |
| Najszybszy spadek (w ciągu 24 godzin)  | z 6,7 °C do −48,8 °C            | Browning   | Stany Zjednoczone            | 24.01.1916    |
| Najdłuższe upały (temperatura>37,8 °C) | 162 dni                         | Marble Bar | Australia                    | od 30.10.1923 |

## Rekordy opadów
|             | Wartość   | Miejsce                                                                             | Kraj/Terytorium | Czas                        |
| ----------- | --------- | ----------------------------------------------------------------------------------- | --------------- | --------------------------- |
| Azja        | 11 872 mm | Mawsynram                                                                           | Indie           | średnia z 38 lat            |
| Oceania     | 11 640 mm | Mount Waiʻaleʻale                                                                   | Hawaje          | średnia z 30 lat            |
| Afryka      | 10 282 mm | Debundscha                                                                          | Kamerun         | średnia z 32 lat            |
| Ameryka Pd. | 8990 mm   | Quibdo                                                                              | Kolumbia        | średnia z 29 lat            |
| Australia   | 8034 mm   | Bellenden Ker                                                                       | Australia       | średnia z 34 lat            |
| Ameryka Pn. | 7000 mm   | Jezioro Hendersona                                                                  | Kanada          | średnia z 15 lat            |
| Europa      | 4684 mm   | Crkvice                                                                             | Czarnogóra      | średnia z 22 lat            |
| Antarktyda  | >800 mm   | wzdłuż wybrzeży Antarktydy Zachodniej i Wschodniej, a także Półwyspu Antarktycznego | Antarktyka      | lipiec 1996 – czerwiec 1999 |

Często cytowana rekordowa wartość wieloletniej średniej opadów, 13 299 mm w Lloro w Kolumbii, jest oszacowaniem, a nie wynikiem udokumentowanych pomiarów.
|             | Wartość  | Miejsce                    | Kraj/Terytorium | Data             |
| ----------- | -------- | -------------------------- | --------------- | ---------------- |
| Ameryka Pd. | 0,76 mm  | Arica                      | Chile           | średnia z 59 lat |
| Antarktyda  | 2 mm     | Amundsen-Scott             | Antarktyka      | średnia z 10 lat |
| Afryka      | <2,54 mm | Wadi Halfa                 | Sudan           | średnia z 39 lat |
| Ameryka Pn. | 30,5 mm  | Batagues                   | Meksyk          | średnia z 14 lat |
| Azja        | 45,70 mm | Aden                       | Jemen           | średnia z 50 lat |
| Australia   | 102,9 mm | Troudaninna                | Australia       | średnia z 42 lat |
| Europa      | 162,6 mm | Astrachań                  | Rosja           | średnia z 25 lat |
| Oceania     | 188 mm   | Obserwatorium na Mauna Kea | Hawaje          | 1972–1982        |

| Okres      | Wartość   | Miejsce                      | Kraj/Terytorium   | Data             |
| ---------- | --------- | ---------------------------- | ----------------- | ---------------- |
| 1 minuta   | 31,2 mm   | Unionville                   | Stany Zjednoczone | 4.07.1956        |
| 1 godzina  | 305 mm    | Holt                         | Stany Zjednoczone | 22.06.1947       |
| 12 godzin  | 1144 mm   | Foc-Foc                      | Reunion           | 07–8.01.1966     |
| 24 godzin  | 1825 mm   | Foc-Foc                      | Reunion           | 07–8.01.1966     |
| 48 godzin  | 2467 mm   | Aurère                       | Reunion           | 08–10.01.1958    |
| 72 godziny | 3929 mm   | Krater wulkaniczny Commerson | Reunion           | 24–26.02.2007    |
| 96 godzin  | 4869 mm   | Krater wulkaniczny Commerson | Reunion           | 24–27.02.2007    |
| 365 dni    | 26 470 mm | Czerapuńdżi                  | Indie             | od sierpnia 1860 |

| Parametr                                      | Wartość           | Miejsce            | Kraj              | Data                           |
| --------------------------------------------- | ----------------- | ------------------ | ----------------- | ------------------------------ |
| Najdłuższy okres bez opadu                    | 14 lat 5 miesięcy | Arica              | Chile             | październik 1903 -styczeń 1918 |
| Największa liczba dni w roku z opadem deszczu | do 350 dni        | Waiʻaleʻale        | Hawaje            | wielolecie                     |
| Maksymalny opad śniegu w ciągu 19 godzin      | 173 cm            | Bessans            | Francja           | 6.04.1969                      |
| Maksymalny opad śniegu w ciągu 24 godzin      | 193 cm            | Silver Lake        | Stany Zjednoczone | 15.04.1921                     |
| Maksymalny opad śniegu w ciągu 12 miesięcy    | 31,1 m            | Mount Rainier      | Stany Zjednoczone | od 19.02.1971                  |
| Największa miąższość śniegu w ciągu doby      | 11,4 m            | Tamarac            | Stany Zjednoczone | 11.03.1911                     |
| Grad o największej średnicy                   | 20 cm             | Vivian             | Stany Zjednoczone | 23.07.2010                     |
| Grad o największej wadze                      | 1,02 kg           | Dystrykt Gopalganj | Bangladesz        | 14.04.1986                     |

## Pozostałe rekordy klimatyczne
| Parametr                                             | Wartość    | Miejsce          | Kraj/Terytorium              | Data          |
| ---------------------------------------------------- | ---------- | ---------------- | ---------------------------- | ------------- |
| Największa liczba dni w roku z burzą                 | 322 dni    | Bogor            | Holenderskie Indie Wschodnie | 1916–1920     |
| Najwyższe ciśnienie atmosferyczne                    | 1089,1 hPa | Tosoncengel      | Mongolia                     | 30.12.2004    |
| Najniższe ciśnienie atmosferyczne                    | 870 hPa    | Tajfun Tip       | Guam                         | 12.10.1979    |
| Największa prędkość wiatru (w porywie)               | 113,2 m/s  | Wyspa Barrowa    | Australia                    | 10.04.1996    |
| Największa średnia prędkość wiatru w ciągu 24 godzin | 57,2 m/s   | Mount Washington | Stany Zjednoczone            | 12.04.1934    |
| Największa średnia wieloletnia prędkość wiatru       | 15,6 m/s   | Mount Washington | Stany Zjednoczone            | 1934–1983     |
| Najsilniejszy cyklon tropikalny                      | 320 km/h   | Huragan Gilbert  | Morze Karaibskie             | wrzesień 1988 |
| Najdłuższa droga tornada                             | 469 km     | Illinois         | Stany Zjednoczone            | 26.05.1917    |
| Największe średnie usłonecznienie                    | 91%        | Yuma             | Stany Zjednoczone            | 1951–1978     |
| Najmniejsze średnie usłonecznienie                   | 11%        | Orkady           | Wielka Brytania              | 1903–1950     |